# Onda Moku

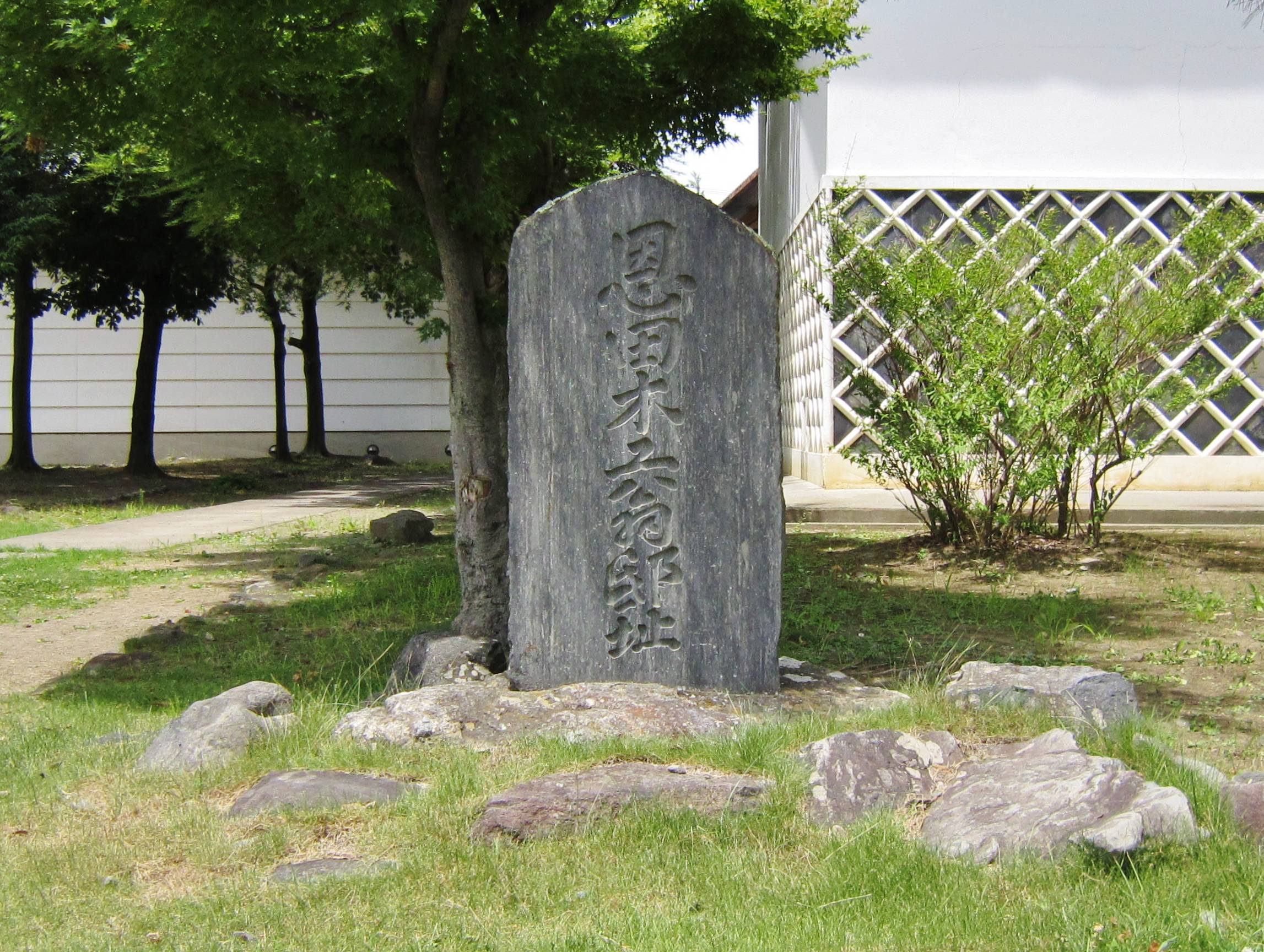
Denkmal am Ort der ehemaligen Onda-Residenz

Onda Moku (japanisch 恩田 木工, Vorname eigentlich Tamichika; geboren 1717 in Matsushiro (Provinz Shinano); gestorben 30. Januar 1762 ebenda) war Haushofmeister der Sanada-Familie der Matsushiro-Domäne in der Mitte der Edo-Zeit.

## Leben und Wirken
Onda Moku war der Sohn von Onda Tamikiyo (恩田 民清), dem Haushofmeister (家老, Karō) der Matsushiro-Domäne (松代藩). Er änderte seinen Rufnamen zunächst in Sakichi (佐吉), dann in Utsune (靭負) und schließlich in Moku, unter dem er dann bekannt wurde. Er erbte 1735 den Familienbesitz mit einem Gehalt von 1.000 Koku Land. 1739 wurde er Burgverwalter und 1746, im Alter von 30 Jahren, Haushofmeister.
Seit den 1740er Jahren wurde die Matsushiro-Domäne, die zwischen den Flüssen Chikuma (千曲川) und Sai (犀川) liegt, wiederholt von Überschwemmungskatastrophen heimgesucht. Zudem waren die Finanzen der Domäne äußerst schlecht. Ein gewaltsamer Bauernaufstand brach aus und die Verwaltung der Domäne befand sich in einem Zustand der Unordnung und war fast nicht mehr handlungsfähig. Unter diesen Umständen befahl der Herr der Domäne, Daimyō Sanada Yukihiro (真田 幸弘; 1740–1815), im August 1757 „das Ende der Selbstbedienung und den Gürtel enger schnallen“ an und beauftragte Onda mit der wichtigen Aufgabe, die Finanzen des Clans wieder aufzubauen.
Onda hielt es für eine dringende Aufgabe, das Vertrauen des Volkes in die Politik wiederherzustellen. Er führte eine Dialogpolitik mit dem Volk und führte Finanzreformen durch, wobei er dessen Zustimmung einholte. Zu den Inhalten gehörten die Abschreibung unbezahlter Gelder, die Abschaffung einiger Tribute, die Einführung eines Systems der monatlichen Zahlung des jährlichen Tributs, die Entwicklung verwüsteter Grundstücke, die Verbesserung des Buchhaltungssystems und die Einrichtung eines Systems zur Verwaltung von Finanzbüchern.
Onda führte eine Politik nach dem Grundsatz, niemals zu lügen. So gewann er das Vertrauen der Menschen und förderte Reformen, verstarb jedoch bereits im Alter von 46 Jahren. Er wurde auf dem Friedhof der Familie Onda am Tempel Chōkoku-ji (長国寺) beigesetzt. Die Schrift „Higurashi Suzuri“ (日暮硯) – etwa „Aufzeichnungen bei Abenddämmerung“ befasst sich mit der Tätigkeit Ondas.